# El paraíso recobrado

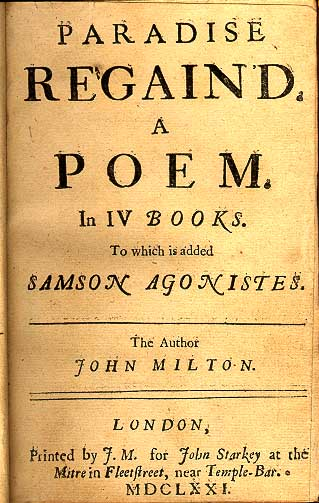
El paraíso recobrado.

El paraíso recobrado es un poema épico de John Milton, en 1671. Está relacionado con el anterior y más famoso poema del mismo autor, El paraíso perdido, con el que comparte casi todos los temas teológicos. En este poema, Milton se centra en el episodio de las tentaciones de Jesús en el desierto.
Existe una anécdota a la que se le atribuye el origen de El Paraíso recobrado, contando que su amigo Ellwood después de haber leído la obra anterior, le comentó: Mucho has dicho de El paraíso perdido pero, ¿qué piensas decir de El infierno? El asunto del primer poema casi exige el desarrollo del segundo. De todos los hechos bíblicos, Milton elige las tentaciones de Jesús en el desierto, porque pensaba que si el Paraíso se perdió debido a que Adán y Eva cedieron a la tentación de Satán, fue recobrado por la resistencia que le puso Jesús.
El paraíso recobrado no es en realidad una secuela de El paraíso perdido, sino un poema de estilo distinto, que está relacionado tan solo implícitamente. Está formado por 2.069 versos repartidos en cuatro libros, usando el método pentamétrico. Inspirado en el relato evangélico, este poema es una amplificación del mismo, con pocas imágenes y ornamentaciones. Siguiendo especialmente el Evangelio de Lucas en cuanto al orden de las tentaciones, el libro I trata de la tentación del hambre, los libros II y III de las tentaciones de la gula, la riqueza y el poder. En el libro IV Satán invita a Jesús a tentar a Dios, arrojándose desde lo alto del templo.